# Непокірливі агенти
Непокірливі агенти (англ. The Defiant Agents) — науково-фантастичний роман американської письменниці Андре Нортон, вперше опублікований 1962 року.
Третя книга серії «Торгівці в часі»; фантастика про конфронтацію Заходу, Совєтів і Яйцеголових (іншопланетної раси з літаючими тарілками).

## Зміст
Знайдена в попередньому романі фільмотека Яйцеголових виявила місцезнаходження придатних до колонізації планет. Визначивши найкращу планету Топаз, оперативники висилають туди Тревіса Фокса з парою генно-модифікованих гієн та загін апачів, оброблених машиною «редукс», яка відроджує в них «родову пам'ять», що на думку вчених покращить їх навички виживання.
Їхній корабель розбивається в горах, але більшість пасажирів виживає. Плем'я вирішує отаборитись на південь від гір.
На розвідці Тревіс Фокс знаходить дівчину Кайдесу, яка розповідає, що «червоні» послали для колонізації загін монголів із заміненими спогадами предків із Золотої Орди, однак додатково вони керують ними гіпно-машинами.
Деяким монголам вдалося втекти в гори, де вони тимчасово переховуються.
Тревіс Фокс виявляє, що на апачів ця машина не діє і знайшовши на планеті поламаний корабель Яйцеголових, а в ньому небезпечну променеву зброю, він пропонує монголам союз для звільнення від контролю «червоних».
Спогади поступово повертаються. Вони мінують корабель та заманюють в цю пастку російських контролерів. 
Променева зброя знищує обидва гелікоптери «червоних», і зрештою, апачі атакують та пошкоджують обладнання корабля, щоб дати можливість монголам завершити справу.
Перемігши джерело російського контролю, союзники погоджуються охороняти інопланетну технологію від сторонніх у наступні роки.